# Brighton and Rottingdean Seashore Electric Railway

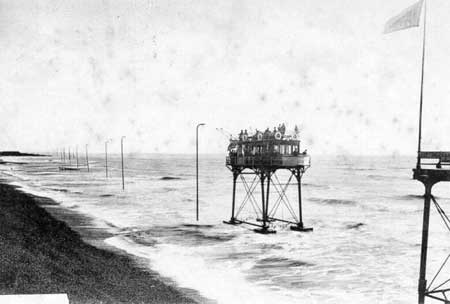
Die Brighton and Rottingdean Seashore Electric Railway

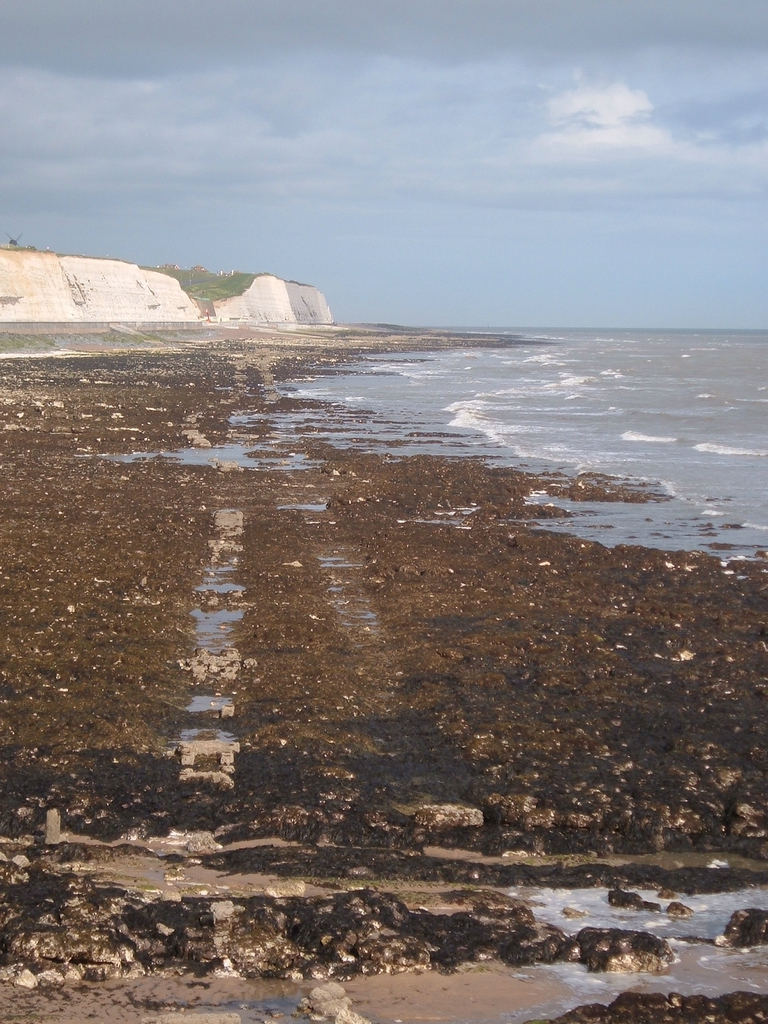
Überreste der Trasse bei Niedrigwasser

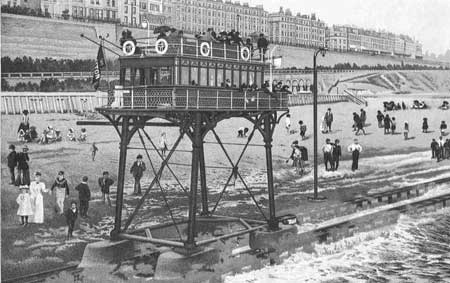
Bild des Fahrzeuges

Die Brighton and Rottingdean Seashore Electric Railway (deutsch etwa „Elektrische Küstenbahn Brighton–Rottingdean“) war eine durch das Meer führende Eisenbahnlinie in Brighton für den öffentlichen Personennahverkehr. Baubeginn war 1894, die Eröffnung am 28. November 1896. Der offizielle Name des einzigen Triebwagens war Pioneer, aber viele Passagiere nannten den Zug Daddy Long Legs (zu deutsch Schnake oder Weberknecht).
Die Strecke verband die Seebäder Brighton und Rottingdean und war maximal 80 Meter vom Strand entfernt. Das etwa 45 t schwere Fahrzeug war ein bootsähnliches Gebilde auf circa sieben Meter hohen Stelzen. Insgesamt vier vierrädrige Drehgestelle liefen auf zwei parallel verlegten Gleisen mit je 2 Fuß und 8,5 Zoll (828 mm) Spurweite. Aus dem Abstand der jeweils äußeren Schienen ergab sich eine theoretische „Gesamt-Spurweite“ von 18 Fuß (5486 mm). Der Triebwagen bezog seinen Strom aus einer Oberleitung, für die aus Sicherheitsgründen zwei separate Stromabnehmer vorhanden waren. Als zweiter Pol dienten bei Niedrigwasser – wie bei den meisten Eisenbahnen – die Schienen, bei Hochwasser das Seewasser. Ein Problem war die Untermotorisierung des Fahrzeugs, denn der Wasserwiderstand war bei Hochwasser so groß, dass nur Schritttempo möglich war. Die Streckenlänge betrug rund 2,8 Meilen (ca. 4,5 km).
Ein Sturm zerstörte das Fahrzeug und Teile der Strecke weniger als eine Woche nach der Eröffnung. Die Bahn wurde jedoch wieder aufgebaut und am 20. Juli 1897 wiedereröffnet.
Im Jahr 1901 entschied der Stadtrat, eine Strandschutzbarriere zu bauen. Sie durchschnitt die Gleisanlage, und der Betreiber, Volk’s Electric Railway, hätte die Gleise um die Barriere herum tiefer ins Wasser verlegen müssen. Dazu fehlte das Geld, und die Bahn sollte vorübergehend stillgelegt werden, bis genügend Kapital für die Umbauarbeiten vorhanden wäre. Der Stadtrat ließ jedoch die Gleise entfernen, was zur endgültigen Schließung führte.
Bei Niedrigwasser sind noch einige der Betonschwellen zu sehen.